# Fibroelastoma papillare
Il  fibroelastoma papillare del cuore è una forma di tumore benigno che interessa l'endocardio del cuore.

## Epidemiologia
Tale tumore non mostra una maggiore incidenza in un'età anagrafica particolare, colpendo sia i neonati sia gli anziani, e non mostra preferenze nei sessi.
Tali neoplasie coinvolgono più spesso le valvole cardiache, specialmente la valvola aortica e la valvola mitrale, e come incidenza sono le terze in assoluto fra le neoplasie primitive del cuore dopo i mixomi e i lipomi, rappresentandone circa il 10%, anche se una volta si pensava rientrasse fra i tumori rari.

## Presentazione clinica
Tale neoplasia è normalmente asintomatica. In alcuni casi si presenta con sincope e dolore toracico e può essere causa di infarto miocardico acuto ed ictus cerebrale, con morte improvvisa.

## Diagnosi
- Ecocardiografia, grazie alla quale si è potuto diagnosticare molto più facilmente la neoplasia
- Radiografia del torace in cui, spesso, date le ridotte dimensioni della neoplasia, non si riscontra nulla di determinante.
- Esame istologico che mostra ramificazioni non vascolarizzate con accumulo di fibre collagene ricoperte da endotelio

## Terapie
Nei pazienti sintomatici la terapia d'elezione è l'escissione chirurgica. Nei pazienti asintomatici l'approccio terapeutico è discusso; alcuni sostengono una terapia conservativa, mentre altri, in caso di tumori grandi e peduncolati, l'escissione chirurgica preventiva.